# Juan Méndez Osborn
Juan Manuel Méndez Osborn fue un abogado peruano. Ocupó la Presidencia de la Corte Suprema de Justicia de la República Perú en 1988.
Fue  presidente de la Corte Superior de Justicia de Lambayeque durante los años 1972, 1973, 1977, 1978, 1982 y 1983. El 4 de agosto de 1977, se dispuso otorgarle la condecoración de la Orden Peruana de la Justicia en el grado de Gran Oficial.
Falleció en la ciudad de Lima el 15 de febrero del 2018.